# Alfengo Carducci
Alfengo Carducci (Fragagnano, 6 marzo 1934) è un politico italiano.

## Biografia
Nato a Fragagnano nel 1934 in una famiglia di nobili origini radicata a Taranto dal XV secolo, esercitò le professioni di insegnante e dirigente scolastico e fu per molti anni provveditore agli studi di Taranto.
Militò politicamente nelle file della Democrazia Cristiana e venne eletto più volte al consiglio comunale della città. Il 10 gennaio 1991 fu eletto sindaco di Taranto, decimo sindaco nella lunga storia tarantina a essere espressione della famiglia Carducci.
Riconfermato consigliere comunale fino al 1995, si presentò alle amministrative provinciali del 1999 nella lista dell'UDEUR, correndo per la carica di presidente della provincia di Taranto. Raccolse solo il 3,8% dei voti, ma poté accedere al consiglio provinciale dove rimase fino al giugno 2004.